# Polgár László (pedagógus)
Polgár László (született Protyovin) (Gyöngyös, 1946. május 11. –) eszperantista, tanár, pedagógus, sakkedző, menedzser, a Polgár lányok édesapja.

## Élete

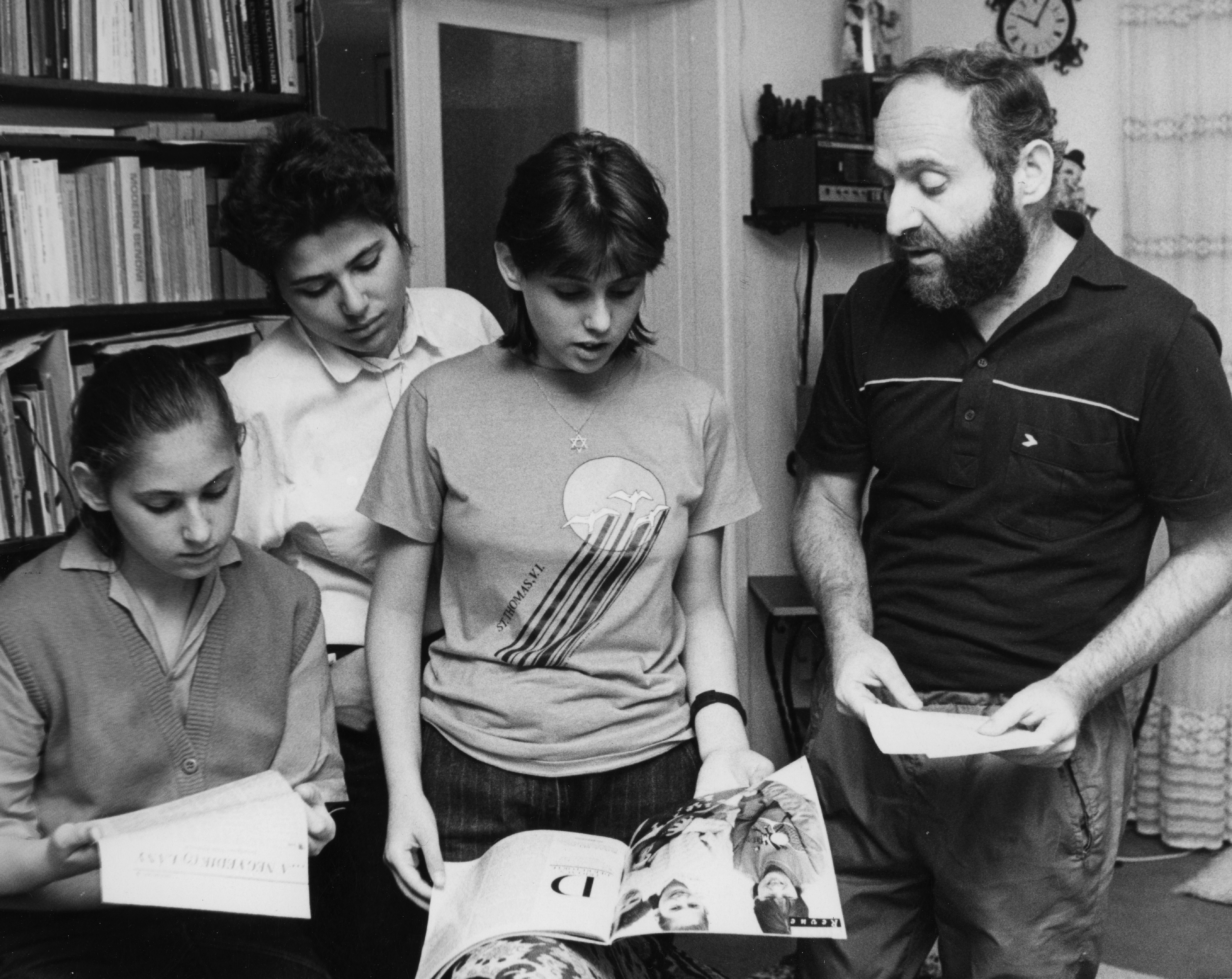
Polgár László leányaival (Judit, Zsuzsa és Zsófia)

Polgár László 1946. május 11-én született Gyöngyösön Protyovin Ármin és Gelbmann Szerén gyermekeként.
1965-ben a Berzsenyi Dániel Gimnáziumban érettségizett. 1965–1969 között filozófiát, 1969–1973 között pszichopedagógiát tanult az Eötvös Loránd Tudományegyetem Bölcsészettudományi Karán.
Közben 1965–1980 között már tanár volt. 1980 óta leányai menedzsere, sakkedzéseik szervezője, irányítója. 1993 óta mesteredző. 1998–tól a Magyar Sakkszövetség elnökségi tagja.
1973 és 1991 között az MTK, illetve az MTK–VM, 1992-ben a BRSE, 1993-tól a Sport-Plusz OTP SE sakkozója, edzője volt.
Híressé a lányaival véghez vitt pedagógiai kísérlete tette, amellyel a nevelés elsőbbségét kívánta bizonyítani egyéb tényezőkkel, például születési adottságokkal szemben. Módszerének alapja, hogy egyetlen speciális területre összpontosít kora gyermekkortól kezdve. Az ebben elért korai sikerek később magukkal hozzák a más ettől eltérő területeken való eredményességet is. Ez a speciális terület a lányai esetén a sakk volt, mivel ez egy rendkívül objektíven mérhető (Élő-pontrendszer) szellemi tevékenység.

## Családja
1967-ben feleségül vette Altberger Klára tanárnőt. Tőle három lánya született; Polgár Zsuzsa (1969), Polgár Zsófia (1974) és Polgár Judit (1976).

## Művei
- Nevelj zsenit!, Interart, Budapest (1989) ISBN 9789630199766
- Chess (1994), Black Dog & Leventhal Publishers; New York, N.Y.: Distributed by Workman Pub. Co., ©1994 ISBN 9781884822315
- Minichess – Minisakk, Grafél Kft., Gödöllő, 1994 ISBN 9789634508052
- Polgar Chess Training, Könemann Verlagsgesellschaft, Köln, 1994 ISBN 9783895080296
- Polgar Reformchess Training (1997), Könemann, 1997, Köln ISBN 9783895082269
- Middlegames, Könemann, ©1998, Köln ISBN 9783895086830
- Endgames, Könemann, ©1999, Köln ISBN 9783829005074
- Királynők és királyok. Sakk, Szerelem, Szex, Polgár Kft. Budapest (2004) ISBN 9632160088
- Salom haver: Zsidó származású magyar sakkozók antológiája (2004), Polgár Kft., Budapest ISBN 9789632145709 (500 számozott példány)
- PeCHESS ember elCHESSte, Polgár Kft., Budapest (2004) ISBN 9638653116
- Szupersztár csillagsakk, Polgár Kft., Budapest (2004) ISBN 9789632160092
- Gyerek – Gyalog, Polgár Kft., Budapest (2004) ISBN 9638653132
- Ne ölj! / Ne mortigu!, Polgár Kft., Budapest (2004) (magyar-eszperantó) ISBN 9632148169
- Hatágú csillag. Sakk, képzőművészet és humor, Polgár Kft. Budapest (2005) ISBN 9789638653154
- Biztonság. Sakk és humor, Polgár Kft., Budapest (2005) ISBN 9638653191
- Sakkmat(t)ek. Sakk, matematika, humor, Polgár Kft., Budapest (2005) ISBN 9638653167
- Aristokratiko, Polgár Kft., Budapest (2005) ISBN 9638653183
- Bishop/Futó kaland, Polgár Kft., Budapest (2005) ISBN 9638673834
- Blanka, Polgár Kft., Budapest (2005) ISBN 9638653175
- Knight / Tréfacsiná-ló, Polgár Kft., Budapest (2005) ISBN 9638673826
- Queens, Polgár Kft., Budapest (2005) ISBN 963867380X
- Eszperantó és sakk, Polgár Kft., Budapest (2006) ISBN 963-86738-7-7
- Az ellopott csillag, Polgár Kft., Budapest (2006) ISBN 9638704209
- Nevelhetsz zsenit…, Kossuth kiadó, Budapest (2008) ISBN 9789630958226
- Constellations in starchess / Csillagképek a csillagsakkban / Konstelacioj en stelŝako; Polgár Kft., Bp., 2009
- 111 letter problems Vol. V. Betűfeladványok. Literaj problemoj. Runic alphabet, rovásírás, noĉoskribo; Polgár Kft., Bp., 2009
- László Polgár–Árpád Rusz: 1/2 stalemate patt. Pato 600; Polgár Kft., Bp., 2009
- László Polgár–Árpád Rusz: Endgame tests. Vol. III. / Végjáték tesztek / Finludaj testoj; Polgár Kft., Bp., 2009
- László Polgár–Csaba Schenkerik: Combinations V. / Kombinációk / Kombinacioj; Polgár Kft., Bp., 2009
- Polgár László–Rusz Árpád: Csillagsakk lexikon; Polgár Kft., Bp., 2009
- Polgár László–Schenkerik Csaba: A csillagsakk újabb rabjai. Sakk-krimi mesék 4.; Polgár Kft., Bp., 2009
- Polgár László–Schenkerik Csaba: Key to the heart. Heart problems / Kulcs a szívhez. Szívfeladványok / Ŝlosilo al koro. Koraj problemoj; Polgár Kft., Bp., 2009
- László Polgár–Csaba Schenkerik: Make a letter. 860 letter problems / Alkoss betűt! 860 betűfeladvány / Kreu literon! 860 literaj problemoj; Polgár Kft., Bp., 2009
- László Polgár–Csaba Schenkerik: Way to the cross. Cross problems / Út a kereszthez. Keresztfeladványok / Vojo al la kruco. Krucaj problemoj; Polgár Kft., Bp., 2009
- László Polgár–Csaba Schenkerik: Way to the stars. Star problems / Út a csillagokhoz. Csillagfeladványok / Vojo al steloj. Stelaj problemoj; Polgár Kft., Bp., 2009
- László Polgár–Árpád Rusz: Lépésről lépésre. Munkafüzet; Polgár Kft., Bp., 2009
- László Polgár–Árpád Rusz: Perpetual attack / Örökös támadás / Eterna atako; Polgár Kft., Bp., 2009
- Polgár László–Rusz Árpád–Schenkerik Csaba: Stratégia és taktika; Polgár Kft., Bp., 2009
- László Polgár–Csaba Schenkerik–Árpád Rusz: 500 simple endgames. Egyszerű végjátékok. Simplaj finludoj; Polgár Kft., Bp., 2009
- László Polgár–Árpád Rusz: Humour in starchess / Humor a csillagsakkban; Polgár Kft., Bp., 2010
- László Polgár–Csaba Schenkerik: Openings. Games. C, C* / Megnyitások. Játszmák / Malfermoj. Partioj; Polgár Kft., Bp., 2010
- László Polgár–Csaba Schenkerik–Tom Polgar Schutzman: Openings. Games. B, B* / Megnyitások. Játszmák / Malfermoj. Partioj; Polgár Kft., Bp., 2010
- Elchesste. Kohn és Grün sakkozik; Polgár Kft., Bp., 2011
- Elchesste II. Kohn és Grün ismét sakkozik; Polgár Kft., Bp., 2011
- László Polgár–Árpád Rusz: Miniature endgames / Miniatűr végjátékok / Miniaturaj finludoj; Polgár Kft., Bp., 2011
- László Polgár–Árpád Rusz: Miniature problems / Miniatűr feladványok / Miniaturaj problemoj; Polgár Kft., Bp., 2011
- László Polgár–Árpád Rusz: Openings. Games. X, X* / Megnyitások. Játszmák / Malfermoj. Partioj; Polgár Kft., Bp., 2011
- László Polgár–Árpád Rusz: Pawn promotions / Gyalogátváltozások / Peonaj promocioj; Polgár Kft., Bp., 2011
- László Polgár–Árpád Rusz: Starchess encyclopedia (Csillagsakk lexikon); Polgár Kft., Bp., 2011
- többekkel: Sakkmat(t)ek 2.; Polgár Kft., Bp., 2011
- Elchesste III. Kohn és Grün újra sakkozik; Polgár Kft., Bp., 2012
- Elchesste IV. Kohn és Grün megint sakkozik; Polgár Kft., Bp., 2012
- László Polgár–Árpád Rusz: Pawnmate (Gyalogmatt); Polgár Kft., Bp., 2012
- László Polgár–Árpád Rusz: 1000 miniature letter problems. Miniatűr betűfeladvány. Miniaturaj literaj problemoj; Polgár Kft., Bp., 2012
- Humour in starchess II. (Humor a csillagsakkban II.); Polgár Kft., Bp., 2012
- László Polgár–Árpád Rusz: Miniature endgames / Miniatűr végjátékok / Miniaturaj finludoj; Polgár Kft., Bp., 2012
- László Polgár–Árpád Rusz: Miniature letter endgames / Miniatűr betűvégjátékok / Miniaturaj literaj finludoj; Polgár Kft., Bp., 2012
- László Polgár–Árpád Rusz: Miniature problems / Miniatűr feladványok / Miniaturaj problemoj; Polgár Kft., Bp., 2012
- László Polgár–Árpád Rusz: Only 7 moves. Miniature games / Csak 7 lépés. Miniatűr játszmák / Nur 7 moves. Miniaturaj partioj; Polgár Kft., Bp., 2012
- László Polgár–Árpád Rusz: Zugzwang / Lépéskényszer / Movdevigo; Polgár Kft., Bp., 2012
- László Polgár–Csaba Schenkerik: IQ. Make a letter! Letter problems. Tests / Alkoss betűt! Betűfeladványok. Tesztek / Kreu literon! Literaj problemoj. Testoj; Polgár Kft., Bp., 2012
- Chess. 5334 problems, combinations, and games; Black Dog & Leventhal, New York, 2013
- László Polgár–Csaba Schenkerik–Árpád Rusz: E letter problems. Betűfeladványok. Literaj problemoj; Polgár Kft., Bp., 2013
- László Polgár–Csaba Schenkerik–Árpád Rusz: I / Én / Mi; Polgár Kft., Bp., 2013 (angol-magyar-eszperantó nyelvű kiadvány)
- László Polgár–Csaba Schenkerik–Árpád Rusz: I love / Szeretem / Mi amas; Polgár Kft., Bp., 2013
- László Polgár–Csaba Schenkerik–Árpád Rusz: Only 5 moves. Miniature games / Miniatűr játszmák / Nur 5 moves / Miniaturaj partioj; Polgár Kft., Bp., 2013
- László Polgár–Csaba Schenkerik: Transformations / Átváltozások / Transformiĝoj; Polgár Kft., Bp., 2013
- László Polgár–Csaba Schenkerik: Way to the halfmoon (Út a félholdhoz); Polgár Kft., Bp., 2013
- Barna Viktor: Pályafutásom / Polgár László: A kis Brauntól a nagy Barnáig I.; ford. Győri Gábor; Polgár Kft., Bp., 2013
- A kis Brauntól a nagy Barnáig II.; Polgár Kft., Bp., 2013

## Elismerései, kitüntetései
- Budapest sportjáért díszpakett (1989)[3]
- A neveléstudományok kandidátusa (1993)
- A Magyar Köztársasági Érdemrend középkeresztje (polgári tagozat) (2003)[4]